# Amori (filho de Canaã)
Amori, em hebraico:  אמרי (pronuncia-se `Ĕmôrîy), significa "orgulhoso", foi um dos filhos de Canaã, filho de Cam e, posteriormente, filho de Noé. Seus descendentes, habitantes das terras altas, ou montanheses, foram conhecidos como amoritas, mas são inúmeras vezes referidos como amorreus, pois são encontradas inscrições assírias e egípcias chamando-os de Amurra ou Amurri.
Eles foram conquistar a Babilônia, subsequentemente produzindo um dos mais famosos reis do mundo antigo, Hammui, cujo próprio nome contém a designação Amarru.

## Narrativa bíblica
Os filhos de Noé foram Sem, Cam (ou Cão) e Jafé, e os filhos de Cam foram Cuxe, Mizraim, Pute e Canaã. Canaã teve dois filhos, Sidom e Hete,  e foi o ancestral dos jebuseus, amorreus, girgaseus, heveus, arqueus, sineus, arvadeus, zemareus e hamateus; e depois se espalharam as famílias dos cananeus.
Canaã foi amaldiçoado por Noé porque Cam, seu pai, viu Noé nu, após Noé ter se embriagado; de acordo com a maldição, Canaã seria servo de Sem e de Jafé.

## Sobre
Nos primeiros monumentos babilônicos, todos da Síria, e também Palestina, regiões conhecidas como "a terra dos amorreus". O entorno das montanhas do sul da Judeia foi conhecido como "monte dos amorreus". Eles parecem ter originalmente ocupado a terra que se estende dos montes do mar Morto até Hebrom, incorporando "todo o Gilead e todo o Basã", com o vale do rio Jordão ao leste do rio, a terra "dos dois reis amorreus", Siom e Ogue. Os cinco reis dos amorreus foram derrotados com um grande massacre por Josué. Eles foram novamente derrotados nas águas do Merom por Josué, que foram feridos até não deixar nenhum. Ele é mencionado como uma circunstância inesperada nos dias de Samuel e paz entre amorreus e israelitas. A discrepância suposta que existe entreDeuteronômio 1:44 e Números 14:45 é explicada pela circunstância que os termos "amorreus" e "amalequitas" são usados ambiguamente para significar "cananeus". Da mesma forma explicamos que os "heveus" de Gênesis 34:2 são os amorreus de Gênesis 48:22. Comparando Josué 11:19 com Números 14:45 e Deuteronômio 1:44. Os amoritas viveram em montanhas marciais. Eles são representados em monumentos egípcios com pele clara, cabelo claro, olhos azuis, narizes aquilinos, e barbas pontiagudas. Eles são supostos de terem sido homens de grande estatura; seu rei, Ogue, é descrito por Moisés como o "último remanescente dos gigantes". Ambos, Siom e Ogue, foram reis independentes. Apenas uma palavra da língua amorita sobrevive, "Shenir, "o nome que eles deram ao Monte Hermon".

## Identificação
- Historicamente, os amoritas parecem ter sido ligados à região de Jerusalém, e os jebusitas devem ter sido um subgrupo deles. As encostas ao sul das montanhas da Judeia são chamadas de "montanhas dos amorreus" em Deuteronômio 1:7, 19, 20. Uma possível etimologia para o Monte Moriá, que perdeu a sílaba inicial.[13]

- Os amoritas habitaram a Palestina e são identificados como "Amurru" em registros amarna. Hoje eles são conhecidos como os mouros do Marrocos e da Mauritânia e também de Portugal, Espanha, Sicília, Itália, Brasil e também América do Norte. Os amharas da Etiópia devem ter sido uma colônia; encontramos ainda o rio Amur na Manchuria, China.[14]